# Codex Cumanicus
Il Codex Cumanicus era una raccolta di testi traduzione trilingue (latino-tedesco-cumano) del medioevo, concepito con l'idea di aiutare i missionari cattolici a comunicare con i Cumani, un popolo nomade turco. Il Codex è attualmente conservato presso la Biblioteca nazionale Marciana, a Venezia.

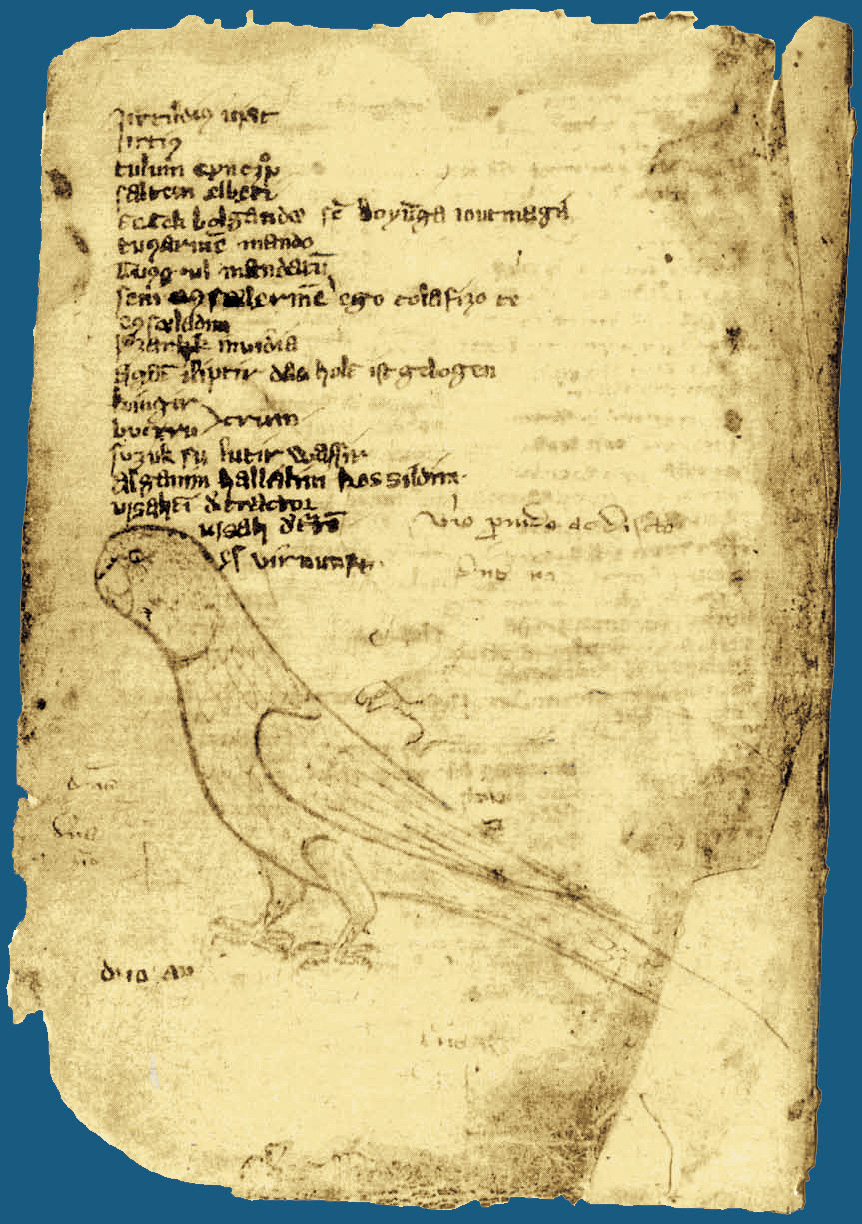
Pagina del Codex Cumanicus con raffigurato un pappagallo

## Origini e contenuto
Il Codex Cumanicus si è sviluppato nel corso del tempo. Il Mercantilismo indusse i capi politici e religiosi, specialmente in Ungheria, a instaurare comunicazioni più efficaci con i Cumani sin dall'XI secolo. Quando le repubbliche marinare italiane, come ad esempio Genova, stabilirono alcune sedi commerciali e colonie lungo la costa del Mar Nero, la necessità di mezzi per comprendere la lingua Kipčak si fece ancor più pressante.
Il codice consta di alcuni lavori indipendenti riuniti in un unico tomo solo successivamente. Si pensa che le prime parti del Codex siano state scritte o nel XII secolo, o nel XIII. Presumibilmente, si accumularono ulteriori aggiunte nel corso del tempo. La copia ospitata a Venezia è datata 1330.
Gli storici tendono generalmente a dividere il Codex Cumanicus in due parti distinte ed indipendenti:
- La prima sezione è detta "parte italiana" o "libro dell'interprete"; si tratta di un manuale pratico della lingua dei Kipčaki e contiene un glossario di parole in lingua volgare con la relativa traduzione in lingua persiana e Kipchak. Il fatto che le parti in lingua persiana siano state acquisite tramite l'intermediazione dei Kipčaki, o che piuttosto il persiano fosse una lingua franca per i mercati del Mediterraneo nota nell'Europa occidentale, è ancora materia di aspro dibattito fra gli studiosi.

- La seconda sezione è detta "Germanica" o "libro del missionario; si tratta di una raccolta di vari testi religiosi, fra cui una traduzione del Pater noster ed indovinelli in Kipchak, tradotti in latino ed in alto tedesco medio orientale. Si pensa che tale parte del Codex Cumanicus sia stata redatta da francescani tedeschi.